# Jacques Berger (artiste français)
Pour les articles homonymes, voir Jacques Berger et Berger (homonymie).
Jacques Berger, né a Lyon le 22 novembre 1834, où il est mort le 28 février 1919,, est un peintre et dessinateur sur tissu français.

## Biographie

### Vie personnelle
Jacques Berger est né a Lyon près de La Croix-Rousse, le 22 novembre 1834. Son père, Pierre Berger est maître tisseur et sa mère Françoise Cottet est la cousine d’un abbé de la Paroisse St Paul et d’un coadjuteur du cardinal. Jacques Berger est le portrait craché de sa mère et enfant unique. Il grandit donc dans une famille bourgeoise avec une éducation libre. C’est un enfant précoce de constitution faible qui se passionne pour les romans d’aventures. Ses parents sont emprisonnés et bannis pour complicité dans une forteresse en Bretagne à cause de la révolution de 1848 et de la répression contre les sociétés secrètes. Des chassepots sont trouvés dans la cave d’un café que Pierre Berger fréquentait. Jacques a 14 ans et est recueilli par sa famille à Belley. Sa mère est la première à être libérée. Mais Jacques doit travailler pour subvenir aux besoins de sa famille et devient donc apprenti dessinateur à la Fabrique alors que son père évite l’exil en Algérie. Il dévore les vers d’Hugo, Lamartine, Musset, Vigny et Théophile Gautier et admire Delacroix, Géricault et David d'Angers qui symbolisent l’affranchissement des règles du classicisme. Il est enrégimenté dans la garde nationale en 1870 et va perdre de nombreux proches durant les batailles. Il se marie avec une Lyonnaise et ensemble ils ont un petit garçon nommé Pierre en souvenir de son père mort en février 1872. Dans des lettres personnelles, il commente les œuvres de François Vernay, François-Auguste Ravier et Louis Carrand. Jacques Berger est un fervent démocrate et un apologue du suffrage universel. Il était décrit comme un homme généreux. Il meurt en 1919 à Lyon.

### Vie artistique
Il suit son premier cours de dessin dès l’adolescence, le 17 avril 1846. Il devient élève libre à l’école impériale des Beaux Arts dans la classe de Pierre Bonirote et appartient à un groupe de jeune épris de couleurs et de romantisme fondé par Joseph Guichard en 1853. Il est élève de Jean-Baptiste Danguin à l'École des Beaux Arts de Lyon. Il réalise des copies au crayon des gravures de Michel-Ange et Raphaël pendant son temps libre. Il gagne un prix de 800 francs à un concours en 1861 à l’école des beaux arts ex-æquo avec Nicolas Sicard en effectuant une copie de « Jeune homme recevant un billet » de Jacob van Oost au fusain. Il devient élève dans la classe de peinture de Joseph Guichard en 1862 et s’intéresse au courant romantique. Il est le disciple préféré de Guichard. Ses dessins sont consciencieux et chastes mais il a peu de succès. Il donne des leçons entre ses heures de travail et réalise des travaux fastidieux et peu rémunérés. Après sa période militaire, il se spécialise dans l’art du portrait poussé par Guichard. Il se remet à exposer au salon des amis de l’art et est remarqué par le jury. Il est professeur de dessin dans un cours municipal en 1891. Il a envoyé des tableaux au Salon de Lyon depuis 1867 et a celui de paris depuis 1888. Il obtient la médaille de bronze a l’Exposition Universelle de Lyon en 1894. Il réalise des scènes de genre, natures mortes, bouquets de fleurs, portraits, intérieurs (tabouret et dessin net, cassant, presque géométrique et souligné par des tons vifs). Ses œuvre montre la chaleur d’émail propre a l’école lyonnaise. Son atelier est assez prospère.

## Œuvres
- 1854 : Autoportrait au pastel
- 1867 : Fruits
- 1973 : Un buveur
- 1888 : La Lutte
- 1899 : Une liseuse
- 1899 : Fleurs dans un vase, huile sur toile, 65x52, adjugé 32000F le 12 octobre
- 1901 : Le Petit Vase de Bohême
- 1901 : Fileuse
- 1901 : Intérieur actuel d'une ferme en Bresse
- 1902 : Un vieil artiste lyonnais
- 1902 : L'Aïeule